# Giant Dip
Giant Dip is een voormalige houten achtbaan in het Amerikaanse attractiepark Six Flags New England te Springfield.
De Giant Dip was de eerste achtbaan die gebouwd werd in het in 1911 door Henry Perkins gestarte pretpark. Perkins transformeerde het gebied van een park met picknickgelegenheid in een attractiepark. In 1912 verscheen er een foto van de opening in het dagblad Springfield Daily Republican. De oorspronkelijke achtbaan met deze naam werd in 1920 al vervangen door een meer uitdagende versie die de naam Lightning kreeg.